# Banque islamique du Niger
La Banque islamique du Niger (BIN) est une banque nigérienne.

## Histoire
À la suite de l'article 44 de la loi bancaire de la BCEAO qui prévoit la délivrance d'agrément aux banques islamiques, la Banque islamique du Niger est créée en 1983. Elle se substitue à la Massraf Faycal AL Islami Niger (MFAI) en 1990,. La création de la BIN et de la BIS est considérée comme la pierre fondatrice de la banque islamique en Afrique.
En 2008, la BIN injecte $30 millions dans la construction du barrage de Kandadji, $10 millions dans un tronçon routier de 96 kilomètres entre Zinder et Agadez, et finance aussi l’assainissement de Niamey. La BIN fournit également des médicaments et des moustiquaires aux familles démunies.
Le 1er septembre 2014, Mahamane Ibrahim Dansousou est nommé directeur général de la BIN, plusieurs mois après le décès de son prédécesseur Mahamadou Kane. Il quitte ses fonctions en août 2016, remplacé par Salifou  Kouraogo qui prend l'intérim de la direction.

## Gouvernance
La BIN est détenue à 50,06% par Tamweel Africa (Holding détenue à 60% par la Société Islamique pour le Développement du Secteur privé et à 40% par  Bank Asya), à 49,88% par la Banque islamique de développement, et à 0,06% par l'État nigérien.